# Songcen Gampo
Songcen Gampo (tyb.: སྲོང་བཙན་སྒམ་པོ་, Wylie: srong-btsan sgam-po, ZWPY: Songzain Gambo; zm. 649) – król (canpo) Tybetu z dynastii z Jarlungu, panujący w latach 609/614 - 649. Zorganizował administrację państwową, przeniósł stolicę swojego państwa do Lhasy. Prowadził liczne udane podboje.
Według kronik buddyjskich wprowadził do Tybetu buddyzm poprzez małżeństwo z nepalską księżniczką Bhrikuti oraz chińską księżniczką Wencheng (które później uznano za emanacje bogini Tary). Jednakże rodzime kroniki nie potwierdzają faktu, jakoby sam władca przyjął buddyzm. Za jego panowania rozpoczęto budowę świątyń buddyjskich Dżokhang, Ramocze (Ra-mo-che) oraz monumentalnego Pałacu Potala w Lhasie.
Songcen Gampo wysłał do Indii Thonmiego Sambhotę, który na podstawie alfabetów indyjskich stworzył alfabet do zapisu języka tybetańskiego oraz spisał pierwszą gramatykę tego języka.

## Biografia
Po zamordowaniu około 627 r. Namriego Lontsena - 32 króla z dynastii Jarlung - na tronie Jarlungu zasiadł jego trzynastoletni syn Songcen Gampo. Początkowo rządził pod kuratelą potężnego ministra z rodziny Mjang. Kiedy dorósł i usamodzielnił się, w bardzo krótkim czasie podbił całe terytorium Tybetu, tereny nepalskie i indyjskie aż do podnóża Himalajów aż po miasto Hoten i granice Chin. Po nawiązaniu w ten sposób bezpośredniego kontaktu z sąsiednimi krajami buddyjskimi, Songcen Gampo postanowił wprowadzić buddyzm do Tybetu jako przeciwwagę dla potężnej grupy kapłanów bön oraz popierających ich panów feudalnych.
Songcen Gampo zawarł szereg małżeństw, umacniających sojusze: najpierw ożenił się z córką wodza tybetańskiego plemienia Mönpa (urodziła mu syna Gunsong Gungcena, który zmarł w wieku 18 lat) i z dwiema kolejnymi Tybetankami, potem z nepalską księżniczką Bhrikuti oraz z Wencheng z cesarskiej dynastii Tang. Bhrikuti i Wencheng były aktywnymi propagatorkami buddyzmu w Tybecie. Ponieważ wyrocznia orzekła, że Tybet opanowany jest przez liczne, złośliwe i szkodliwe demony, jako środek zaradczy postanowiono wybudować świątynie i klasztory buddyjskie, mające chronić przed siłami zła. Songcen Gampo był wyznawcą bön (tybetańskiego szamanizmu), jednak stopniowo pod wpływem żon coraz więcej ulegał wpływom buddyjskim i zaczął fundować kolejne świątynie, m.in. Pabonka i Trandruk oraz  kazał wybudować w 12 miejscach w Tybecie kaplice i czorteny wiążące moce demonów.
Kontakt z wysoko rozwiniętymi cywilizacjami: indyjską i chińską uświadomił królowi konieczność posiadania przez Tybetańczyków własnego pisma. W tym celu wysłał do Indii Thonmiego Sambhotę, który po powrocie do kraju opracował alfabet i gramatykę tybetańską. Umożliwiło to przekład wielu tekstów buddyjskich na język tybetański. Z powodu zasług dla propagowania buddyzmu Songcen Gampo nazywany jest "Pierwszym Królem Dharmy" (pozostali dwaj to Ralpaczen i Trisong Decen), chociaż buddyzm (w formie północnoindyjskiej) długo jeszcze pozostawał w Tybecie religią marginalną, wyznawaną głównie przez niektórych arystokratów.
Songcen Gampo zreformował administrację państwa, dzieląc kraj na 6 okręgów, zarządzanych przez gubernatorów. Podzielił ludność według systemu dziesiętnego i wprowadził obowiązkowe deklaracje majątkowe. Na ich podstawie wyznaczano mężczyzn do służby wojskowej i cywilnej. Król wprowadził pierwszy kodeks karny, określający kary za różne przestępstwa. Te działania króla przyczyniły się do rozkwitu Imperium tybetańskiego i jego ekspansji terytorialnej.